# Низинный перуанский кечуа
Низинный перуанский кечуа (Lowland Peruvian Quechua, Chachapoyas-Lamas Quechua) — один из кечуанских языков, на которых говорят в низменностях на севере Перу. У этого языка существует две разновидности:
- Ламасский (сан-мартинский) диалект (Lama, Lamano, Lamista, Lamisto, Motilón, San Martín Quechua, Ucayali) распространён в культурном центре Ламас; в округах Ламас, Сиса и других региона Сан-Мартин, а также в регионе Лорето.
- Чачапоясский диалект (Amazonas, Chachapoyas Quechua) распространён в провинциях Луя и Чачапояс региона Амасонас.